# ゴルナーグラート

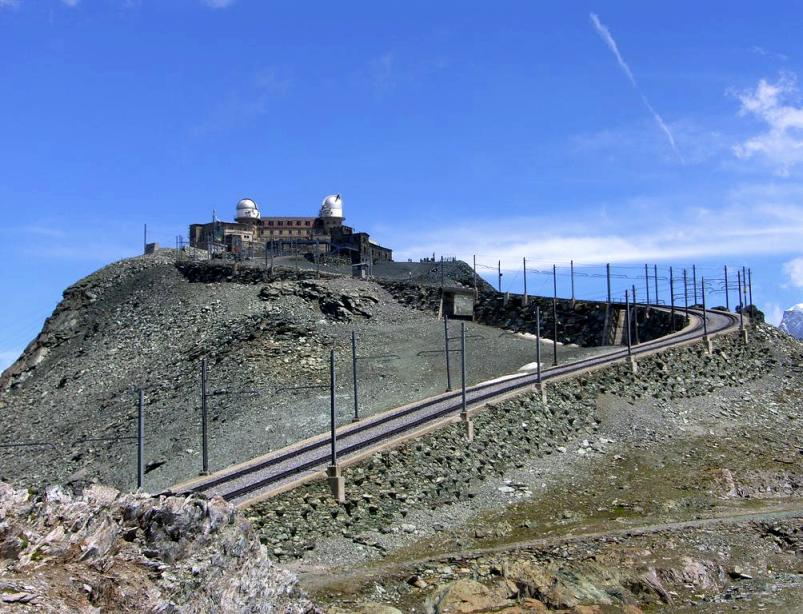
ゴルナーグラート

ゴルナーグラート（Gornergrat）は、スイスのペンニネ・アルプスにあり、南にゴルナー氷河を見渡す尾根である。最高点の標高は3,130m。ツェルマットからゴルナーグラート鉄道が通じている。

## 概要

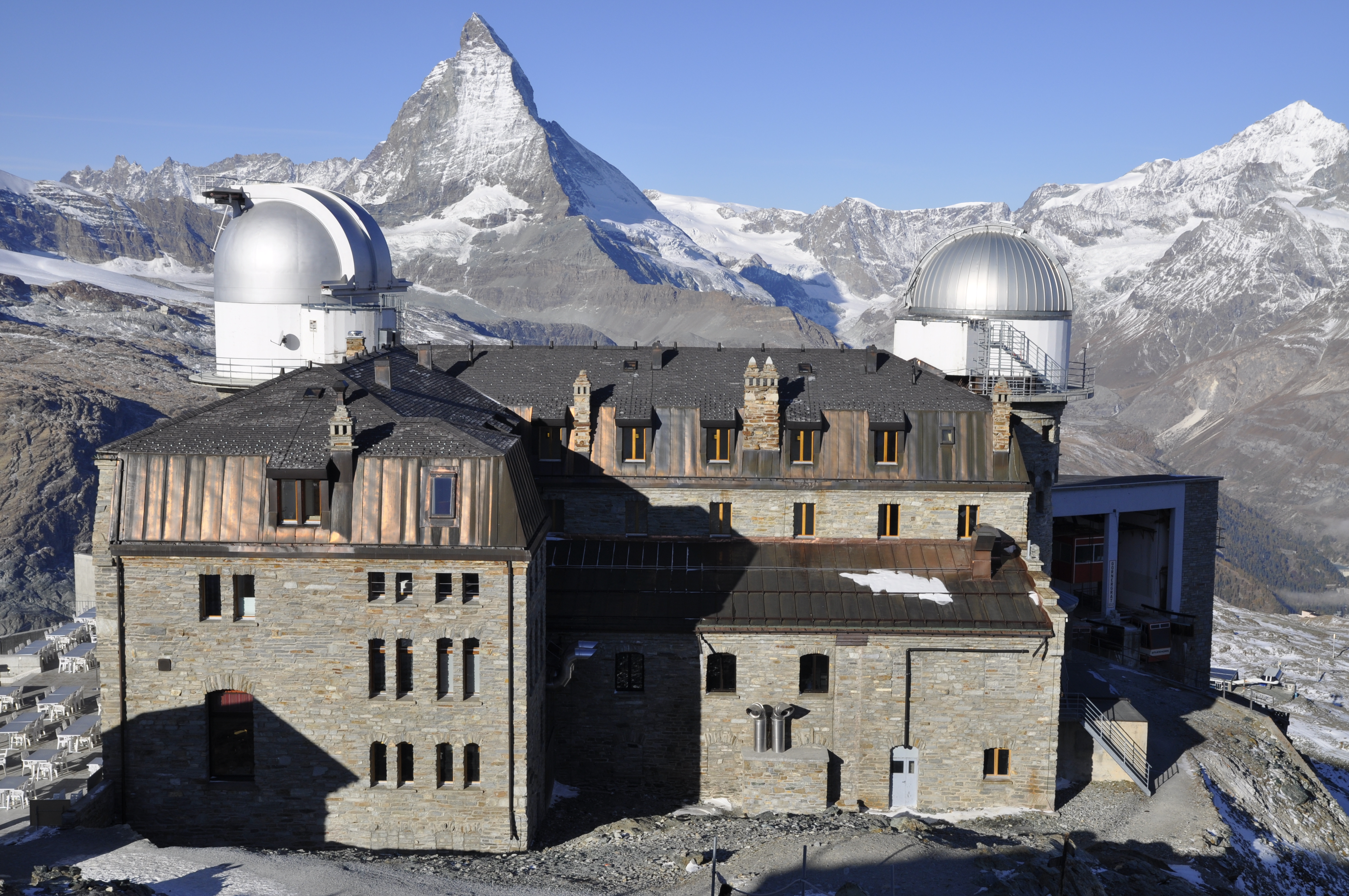
クルムホテル・ゴルナーグラート

スイス・ヴァレー州のツェルマットから約3km東に位置している。ゴルナー氷河とフィンデル氷河に挟まれ、モンテ・ローザ、リスカム、マッターホルン、ドム、ヴァイスホルンなどの多数の4,000m級の山々を眺めることができる。
1898年に開業したゴルナーグラート鉄道の終着駅が設けられており、標高3,089mに位置するこの駅と始発のツェルマット駅（標高1,604m）との標高差は約1,500mにもなる。
駅近くの尾根の南西端には、展望台とホテルがある。ホテルはホテル・ベルベデーレとして1896年に開業。1897年から1907年にかけて現在のクルムホテル・ゴルナーグラート(en)が建設された。1996年には2つの塔の上にドームが建設されて、赤外線及び電波望遠鏡が設置され、ドイツおよびイタリアの科学者により天体観測が行われた。現在は南側のみがケルン大学によって利用されている。
- ゴルナーグラート駅
- ゴルナーグラート駅とマッターホルン
- ゴルナーグラートからのモンテ・ローザとゴルナー氷河の眺め